# Bob Essensa
Robert Earle „Bob“ Essensa (* 14. Januar 1965 in Toronto, Ontario) ist ein ehemaliger kanadischer Eishockeytorwart und jetziger -trainer, der in seiner aktiven Zeit von 1983 bis 2002 unter anderem für die Winnipeg Jets, Detroit Red Wings, Edmonton Oilers, Phoenix Coyotes, Vancouver Canucks und Buffalo Sabres in der National Hockey League gespielt hat. 

## Karriere
Bob Essensa begann seine Karriere als Eishockeyspieler in der Mannschaft der Michigan State University, für die er von 1984 bis 1987 aktiv war. Bereits als Juniorenspieler war er zuvor im NHL Entry Draft 1983 in der vierten Runde als insgesamt 69. Spieler von den Winnipeg Jets ausgewählt, für die er in der Saison 1988/89 sein Debüt in der National Hockey League gab, nachdem er im Vorjahr ausschließlich für deren Farmteam aus der American Hockey League, die Moncton Hawks, zum Einsatz kam. In den folgenden fünf Jahren spielte der Torwart regelmäßig bei den Jets in der NHL, wobei er in der Saison 1988/89 auch in 22 Spielen für die Fort Wayne Komets aus der International Hockey League auflief. 
Am 8. März 1994 wurde er zusammen mit Sergei Bautin im Tausch für Tim Cheveldae und Dallas Drake an die Detroit Red Wings abgegeben, für die er allerdings nur 15 Spiele bis zum Ende der Saison 1993/94 in der NHL absolvierte. Von 1994 bis 1996 spielte Essensa ausschließlich für die Farmteams der Detroit Red Wings, die San Diego Gulls und seinen Ex-Club Fort Wayne Komets aus der IHL, sowie die Adirondack Red Wings aus der AHL. Am 14. Juni 1996 wurde der Kanadier zu den Edmonton Oilers transferiert, bei denen er in den folgenden drei Jahren ebenso einen Stammplatz hatte, wie bei den Phoenix Coyotes, Vancouver Canucks und Buffalo Sabres, bei denen er je ein Jahr lang in der NHL unter Vertrag stand, ehe er im Anschluss an die Saison 2001/02 im Alter von 37 Jahren seine aktive Laufbahn beendete.     
Von 2005 bis 2009 war Essensa für die Boston Bruins als Torwarttrainer tätig.

## Erfolge und Auszeichnungen
- 1985 CCHA First All-Star Team
- 1986 CCHA Second All-Star Team
- 1990 NHL All-Rookie Team